# Pachydissus sericus
Pachydissus sericus es una especie de escarabajo longicornio del género Pachydissus, tribu Cerambycini, subfamilia Cerambycinae. Fue descrita científicamente por Newman en 1838.

## Descripción
Mide 22,5-29,25 milímetros de longitud.

## Distribución
Se distribuye por Australia.